# Hannappes

Hannappes este o comună în departamentul Ardennes din nordul Franței. În 1 ianuarie 2022 avea o populație de 134 de locuitori.